# ماری موسکینی
ماری موسکینی (انگلیسی: Marie Mosquini؛ ‏ ۳ دسامبر ۱۸۹۹ – ۲۱ فوریهٔ ۱۹۸۳) بازیگر اهل ایالات متحده آمریکا بود.

## گزیدهٔ فیلم‌شناسی
- لوک تنها، بیمارانش را از دست می‌دهد
- زنان سرکش لوک تنها
- لوک تنها، تعمیرکار خودرو
- لوک تنها در تین کن الی
- صبر کن! لوک! گوش کن!
- عشق، خنده و هیجان
- دِین خود را ادا کن
- رأی‌ها را بشمارید
- پول کاغذی
- هل نده
- رئیس بزرگ سرخپوستان
- باقی پولت را بشمار
- حکمران و پیروانش
- شاهزاده
- یک ماه عسل پرجنب‌وجوش
- فقط همسایه و بس
- بیرون تراموا
- دزد را بزن
- چاپ سویی اند کو
- ماراتن
- بله، آقا
- پرده را بالا بزن
- کفش‌هاتو دربیار
- یک سرباز وظیفه در سیبری
- مراقب باشید، داریم می‌افتیم
- دارم میام
- از پدر بپرس
- دیگر موجود نیست!
- سفارش‌های مختصر
- اطلاع محرمانه
- هوت مون!
- همه سرنشینان
- خودشه
- جناب اعلیحضرت حقه‌باز
- تقلا برای سلامتی
- در حال پرسه
- هیچ‌کجا مثل زندان نیست
- سیر در عرش
- زنت رو دوست داری؟
- کشتی را نجات بده
- بچه‌های ناخدا کید
- دست به دهان
- او ندارد مرا دوست